# Dienst der Hydrografie
De Dienst der Hydrografie (ook wel: Hydrografische Dienst) is een onderdeel van de Koninklijke Marine (Ministerie van Defensie) en verantwoordelijk voor het in kaart brengen van het Nederlands deel van het continentaal plat (NCP) en de wateren rond het Caribisch deel van het Koninkrijk der Nederlanden. Door de werkzaamheden van de Hydrografische Dienst wordt het werk van  marine en koopvaardij ondersteund. 

## Geschiedenis
De dienst is 8 juli 1874 opgericht als afdeling onder het Ministerie van Marine. Aan het hoofd van de organisatie staat de Chef der Hydrografie. De eerste Chef der Hydrografie was A.R. Blommendal. Een belangrijke rol had de dienst bij het in kaart brengen van de Indonesische archipel ten behoeve van de scheepvaart waaronder de KPM. De dienst voerde verschillende expedities uit, waaronder de Siboga-expeditie in 1899.

### Chef der hydrografie
- 1874-1875 - Antonie Rudolphus Blommendal[4]
- 1875-1885 - Pieter Johan Buijskes
- 1885-1899 - Hendrik Abraham de Smit van den Broecke
- 1899-1914 - Coenraad Jacobus de Jong
- 1914-1920 - Johan Marie Phaff
- 1920-1935 - Johan Lambertus Hendrikus Luymes (1869-1943)
- 1935-1940 - Johannes Christiaan Frederik Hooijkaas
- 1940-1942 - Remmert van Tijen[5]
- 1943-1961 - Thomas Karel baron van Asbeck[6]
- 1961-1971 - Wijnand Langeraar
- 1971-1977 - Huibert Hendrik van Weelde
- 1977-1989 - Lourents Hans van Opstal
- 1989-1991 - Joost van Aalst[7]
- 1991-1999 - Egon Bakker
- 1999-2002 - L. Kool
- 2002-2005 - Ruurd van Rooijen
- 2005-2011 - Floor de Haan
- 2011-2014 - Peter Kortenoeven
- 2014-2022 - Marcus van der Donck[8]
- 2022- Toine Barten

## Schepen

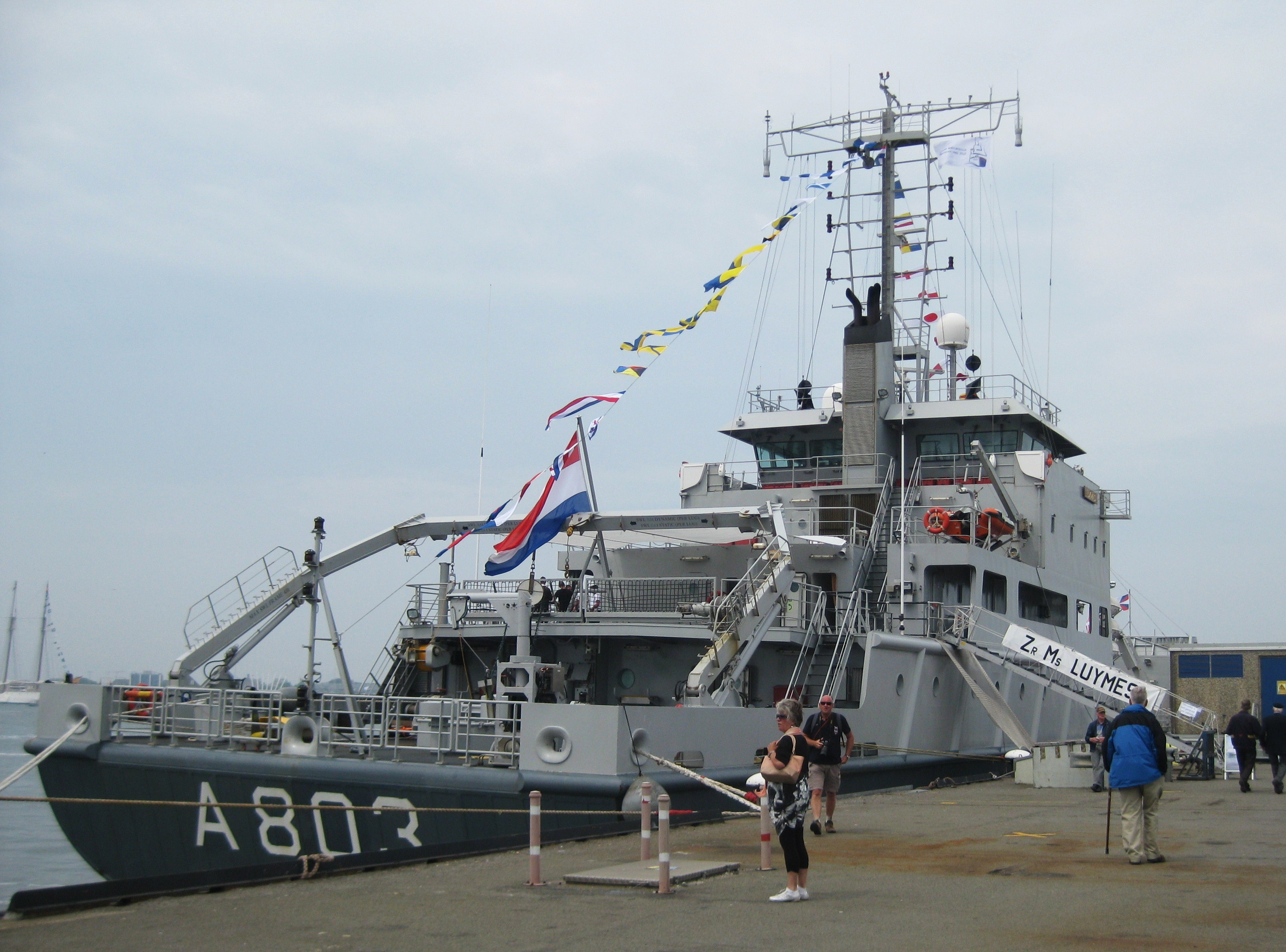
Zr.Ms. Luymes tijdens de Marinedagen 2013

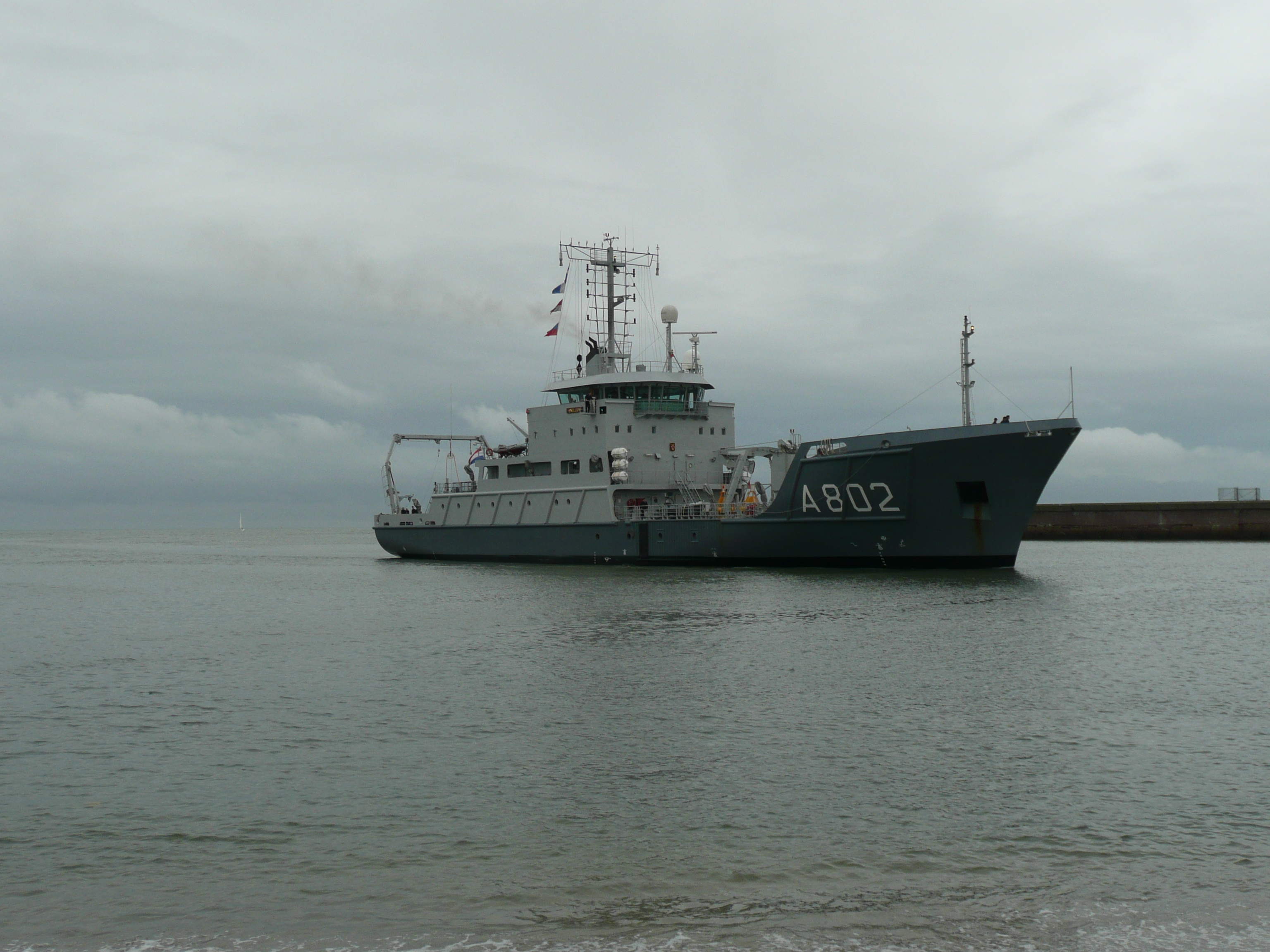
Zr.Ms. Snellius

Voor de uitvoering van hydrografische opnemingen beschikt de Koninklijke Marine over hydrografische opnemingsvaartuigen (HOV'n). In 2003 is de Zr. Ms. Snellius in gebruikgenomen en in 2004 de Zr. Ms. Luymes. Deze schepen vervangen de Blommendal, Buyskes en Tydeman. De Buyskes was een vervanging voor de Zeefakkel uit 1951 die op zijn beurt de Hydrograaf uit 1910 verving.

### Uitrusting
De HOV'n zijn uitgerust met de modernste apparatuur die op dit moment op hydrografisch gebied te vinden is. Lodingen (dieptemetingen) worden uitgevoerd met een Multibeam Echosounder (echolood), waarbij een veel breder gebied kan worden gemeten dan met het klassieke - single beam - echolood.
Daarnaast slepen de schepen een hoge resolutie Side Scan Sonar (HRSSS) en een magnetometer achter zich aan om wrakken en obstructies te kunnen detecteren. Wanneer dit nodig blijkt worden objecten en wrakken gedregd om de precieze hoogte van de waterkolom boven het wrak te bepalen. Dit wordt ook gedaan omdat dunne, uitstekende, zaken zoals masten en antennes niet altijd op de echoloden en de HRSSS te zien zijn.

## Taken en werkwijze
Primair uitgangspunt van de Dienst der Hydrografie is de veilige navigatie voor de zeevaart. 
Drukke vaarroutes vergen meer aandacht dan rustige gebieden op de Noordzee en deze worden dan ook eens in de twee jaar opgenomen (enkele kleine gebieden in de aanloop naar Rotterdam zelfs elk jaar).
Hier speelt ook mee dat in het zuidelijke - drukke - gedeelte van de Noordzee zich veel onderzeese zandduinen bevinden, die voor diepstekende tankers en bulkcarriers een risico vormen.
De belangrijke vaargeulen, i.c. de aanloop naar Rotterdam en IJmuiden, worden overigens onderhouden en opgenomen door de Dienst Noordzee van Rijkswaterstaat in verband met de diepstekende schepen die deze havens aanlopen.
Nadat de lodings- en obstructiegegevens aan boord van de schepen zijn verwerkt worden deze aangeboden aan de Dienst der Hydrografie in Den Haag, waar zij bewerkt worden en samengevoegd met gegevens uit andere bronnen en van velerlei instanties. 
Uiteindelijk wordt het geheel gecompileerd tot kaarten voor gebruik aan boord van schepen. Naast de 'normale' zeekaarten geeft de Dienst der Hydrografie bovendien de zogenaamde 1800-serie uit. Dit is ook een officiële zeekaart op A2-formaat, echter meer gericht op de watersporter en voorzien van een afwijkende symboliek (legenda is bijgevoegd!) dan de zeekaarten op A0-formaat.
Verder worden door de Dienst der Hydrografie boekwerken uitgegeven als de "Netherlands Coast Pilot" (HP1). Hierin is informatie verwerkt over de aanlopen van de diverse havens en de bijzonderheden die bij deze havens horen. 
De gegevens over stroomsnelheid en richting worden verwerkt in de getijtafels en stroomatlassen (HP33).
Bijwerkingen van de zeekaarten, de 1800-serie en de boekwerken worden gedaan aan de hand van de "Berichten aan Zeevarenden". 
In deze BAZ's wordt wekelijks de informatie samengevat over de veranderingen van boeien, verondiepingen, wrakken en andere veranderingen die van belang zijn voor de scheepvaart en de navigatie.

## Oceanografie
Eerder had de marine ook een oceanografisch werkschip in dienst. Het primaire doel van dit schip – Hr.Ms. Tydeman – was het in kaart brengen van de diepzee. Hiertoe werden temperatuur en saliniteitsmetingen in de waterkolom gedaan. Daarnaast beschikte het schip over een diepzee echolood. Vaak werden opdrachten uitgevoerd in samenwerking met universiteiten. De laatste jaren werd de Tydeman echter voornamelijk als hydrografisch vaartuig op de Noordzee ingezet, met een enkele incidentele opneming elders (Oostzee bijvoorbeeld). Het schip werd na 2006 verkocht en vaart nu als arctisch cruiseschip onder de naam Ms. Plancius.

## Trivia
- Vanwege de witte verf werden de schepen van de Dienst der Hydrografie voorheen wel aangeduid als De Witte Vloot. De huidige schepen zijn in het kleurenschema uitgevoerd van ondersteunend vaartuig met een donkergrijze romp en een lichtgrijze opbouw (zoals ook het voormalige bevoorradingsschip Amsterdam en de amfibische transportschepen Rotterdam en Johan de Witt).
- De "Hydrograaf" uit 1910 draagt sinds 1985 tijdens Sinterklaasintochten de naam "Pakjesboot 12".